# Garfield Heights
Garfield Heights – miasto w Stanach Zjednoczonych, w północnej części stanu Ohio, w pobliżu wybrzeża jeziora Erie. Liczba mieszkańców w 2000 roku wynosiła 30 734.